# QS World University Rankings

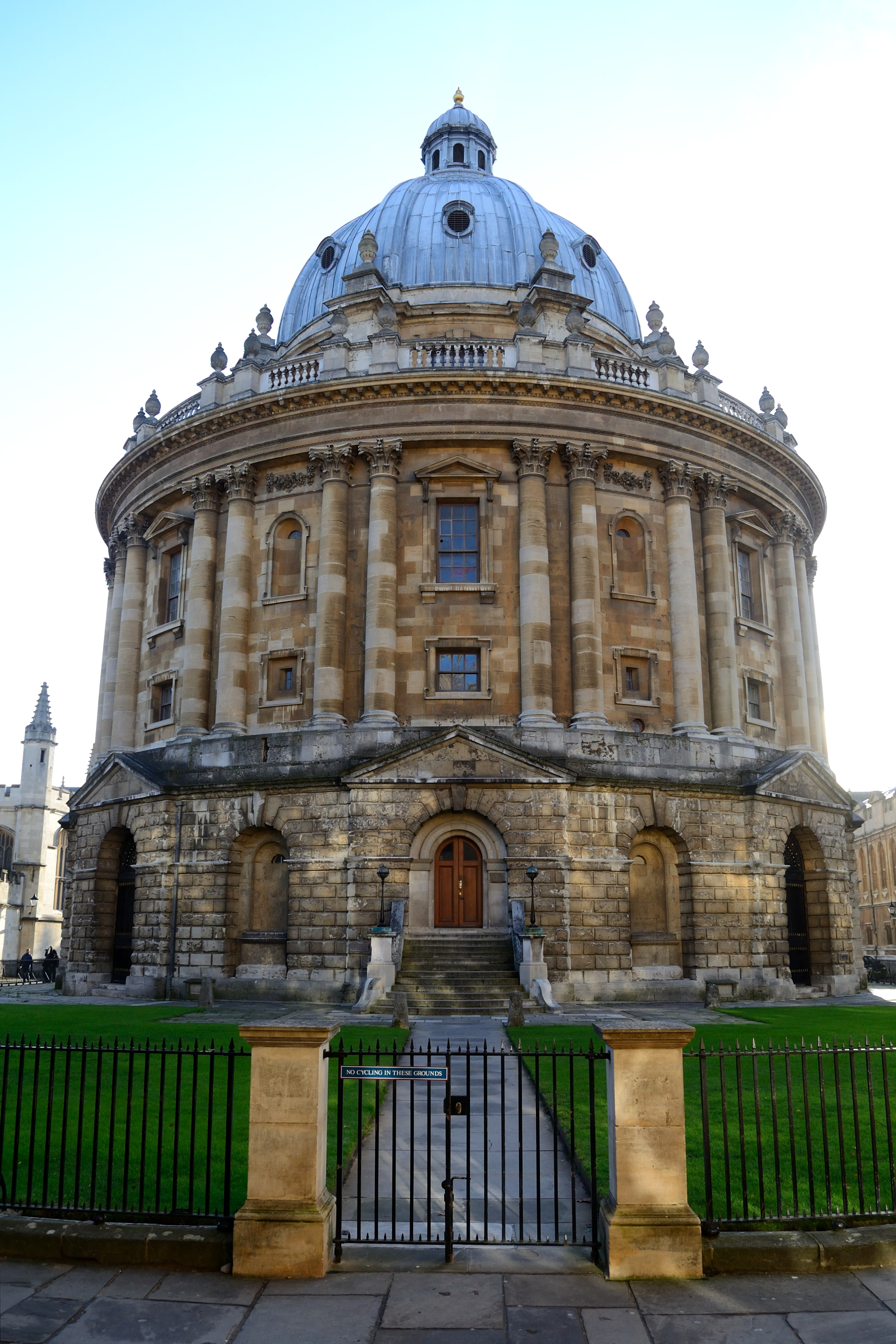
De Universiteit van Oxford is de op Cambridge na hoogstgeplaatste universiteit van Europa

De QS World University Rankings is een jaarlijkse ranglijst van universiteiten gerangschikt op onder meer de kwaliteit van het hoger onderwijs en het wetenschappelijk onderzoek aan die instellingen. De QS-ranglijst wordt samengesteld door het Britse bedrijf Quacquarelli Symonds (QS) en gepubliceerd in een reeks media, waaronder het Amerikaanse tijdschrift U.S. News & World Report.
De ranglijst wordt beschouwd als een van de drie invloedrijkste en meest vooraanstaande ranglijsten van universiteiten, naast de Academic Ranking of World Universities (Shanghai-ranglijst) en Times Higher Education World University Rankings.
Volgens de Britse krant The Independent werden de QS World University Rankings in 2012 binnen het hoger onderwijs gezien als de meest gerenommeerde internationale ranglijst. Daarentegen ligt de QS-ranglijst van de drie belangrijkste universiteitsranglijsten het meest onder vuur. Er is vooral veel kritiek op de methodologie omdat het veel gewicht geeft aan subjectieve peilingen naar de reputatie van universiteiten.

## Andere ranglijsten
Naast de algemene ranglijst worden ook andere ranglijsten gepubliceerd:
- ranglijsten per vakgebied. Deze ranglijsten dekken vijf brede vakgebieden: arts and humanities (geesteswetenschappen), engineering & technology (techniek), life sciences and medicine (biologie en geneeskunde), natural sciences (natuurkunde en scheikunde) en social sciences and management (sociale wetenschappen). Daarnaast zijn er ranglijsten in 30 specifieke disciplines binnen de vijf brede vakgebieden.
- ranglijsten van universiteiten in Azië, Latijns-Amerika en de BRICS-landen
- een ranglijst van de beste studentensteden ter wereld

## Beste universiteiten
De top 20 van de QS-wereldranglijst wordt gedomineerd door Amerikaanse en Britse universiteiten. Daarnaast weten drie Australische en telkens een Zwitserse, een Chinese en een Singaporese universiteit een plaats in de top 20 te bemachtigen. MIT staat in 2023 op nummer 1, gevolgd door Cambridge, Oxford, Harvard, Stanford en het Imperial College London. In Nederland is de Technische Universiteit Delft (47e) de hoogstgeplaatste universiteit, gevolgd door de Universiteit van Amsterdam (53e) en de Universiteit Utrecht (107e). In België was de KU Leuven (61e) de hoogstgeplaatste universiteit, gevolgd door de Universiteit Gent (159e) en de Université catholique de Louvain (180e).
Binnen de vijf brede vakgebieden stond de Technische Universiteit Delft op de 13e plaats in engineering and technology, de KU Leuven 31e in life sciences and medicine en was de Universiteit van Amsterdam 29e in social sciences and management.
In de ranglijsten per specifiek vakgebied halen sommige Belgische en Nederlandse universiteiten de top 10. 
In 2023 stond Wageningen wereldwijd op de eerste plaats in agriculture & forestry (land- en bosbouw), de 2e plaats in environmental sciences (milieukunde) en de 8e plaats in development studies. Universiteit Gent behaalde de zevende plaats in agriculture & forestry (land- en bosbouw). De Technische Universiteit Delft was 3e in architecture and built environment, 8e in chemical engineering  (chemische technologie), 2e in civil & structural engineering en 3e in mechanical, aeronautical & manufacturing engineering. De Design Academy Eindhoven was 9e in art and design. De Universiteit van Amsterdam was 10e in geografie en 10e in psychologie.
Leiden was 10e in classics and ancient history. Hotelschool The Hague was 9e in hospitality and leisure management, KU Leuven was 5e in theology, divinity & religious studies en Universiteit Utrecht was 5e in veterinary studies.

## Geschiedenis
Quacquarelli Symonds (QS) stelde vanaf 2004 de Times Higher Education-ranglijst samen. Na 2009 besloot Times Higher Education om de samenwerking met QS te verbreken en in plaats daarvan met Thomson Reuters samen te werken en een andere methodologie te gaan gebruiken. QS publiceert sinds 2010 een eigen ranglijst onder de naam QS World University Rankings, terwijl de Times Higher Education-ranglijst nu onder de naam Times Higher Education World University Rankings wordt gepubliceerd.

## Methodologie
De QS-ranglijst is gebaseerd op peilingen uitgevoerd door QS en informatie verzameld door QS uit een reeks andere bronnen, zoals de Scopus-databank van Elsevier, websites en publicaties van universiteiten en data van onderwijsministeries en andere overheidsinstanties.
De rangorde van de universiteiten wordt bepaald aan de hand van een formule die een reeks maatstaven in beschouwing neemt. Deze worden gecombineerd tot een score die aangeeft hoe ver de universiteit van het gemiddelde afligt.
| Criterium                                                                | Gewicht     | Beschrijving |
| ------------------------------------------------------------------------ | ----------- | --- |
| Academic Peer Review peiling onder academici                             | 40% gewicht | QS voert een peiling uit onder een academici, de zogenaamde Academic Peer Review. In 2011 omvatte de gepeilde groep 33.744 academici uit 140 landen. Hieronder waren ook academic die in 2011 de vragenlijst niet hadden ingevuld, maar wel in de twee voorgaande jaren; hierbij werd hun respons uit dat voorgaande jaar opnieuw gebruikt. De gepeilde academici mochten maximaal 30 universiteiten nomineren voor opname in de ranglijst. Ze mochten niet hun eigen universiteit nomineren. Gemiddeld nomineerde ieder gepeild persoon 20 universiteiten. De peiling had 50% gewicht in de eerste ranglijst in 2004, maar met de introductie van een peiling onder recruiters een jaar later zakte het aandeel naar 40%. |
| Faculty Student Ratio verhouding tussen aantal stafleden en studenten    | 20% gewicht | Hierbij wordt de verhouding tussen het aantal academische stafleden en het aantal studenten gemeten, als maastaf van de kwaliteit van het onderwijs aan een universiteit. Volgens QS is het geen bevredigende maatstaaf van kwaliteit, maar wel een goede aanduiding van het belang dat onderwijs heeft voor de universiteit. |
| Citations per Faculty gemiddeld aantal citaties per staflid              | 20% gewicht | Het gemiddelde aantal citaties van gepubliceerd onderzoek is een maatstaaf van onderzoekskwaliteit die veel gebruikt wordt bij het samenstellen van universiteitsranglijsten. QS gebruikte eerst citatiedata van Thomson Reuters. Sinds 2007 wordt echter Scopus van Elsevier gebruikt als bron van citatiegegevens. Sinds 2011 worden zelf-citaties (citatie van eigen werk) niet langer meegeteld. |
| Employer Reputation peiling naar reputatie onder werkgevers              | 10% gewicht | QS voert sinds 2005 een peiling uit onder recruiters die afgestudeerden werven voor het bedrijfsleven. In 2011 werden 16.875 recruiters uit 130 landen gepeild. De peiling meet de employability van afgestudeerden - hoe interessant ze zijn als mogelijke werknemers. |
| International Indicators hoeveelheid buitenlandse stafleden en studenten | 10% gewicht | Het percentage studenten uit het buitenland telt voor 5% en het percentage stafleden uit het buitenland telt tevens voor 5%. Deze zijn bedoeld als maatstaven van hoe internationaal een universiteit ingesteld is. |

## Kritiek
Van de drie belangrijkste universiteitsranglijsten ligt de QS-ranglijst het meest onder vuur. De methodologie van de QS-ranglijst wordt bekritiseerd om verschillende reden. Er is vooral veel kritiek op de methodologie omdat het veel gewicht geeft aan subjectieve peilingen naar de reputatie van universiteiten. Dergelijke data zijn "makkelijk en snel te verzamelen, vooral als men niet te veel zorgen heeft over hoe de respondenten uitgekozen worden", zei Philip G. Altbach van het Center for International Higher Education aan Boston College.
David Blanchflower van Dartmouth College, een vooraanstaand econoom, deed de QS-ranglijst in 2011 af als "complete flauwekul". Volgens Blanchflower geeft de methodologie niet genoeg gewicht aan de kwaliteit van het onderzoek en te veel gewicht aan factoren die er volgens hem weinig toe doen, zoals het aantal buitenlandse studenten en stafleden.
In een vergelijking van ranglijsten in 2012 door Simon Marginson van de Universiteit van Melbourne, een expert op het gebied van hoger onderwijs, zei Marginson dat hij de QS-ranglijst buiten beschouwing liet omdat hij de methodologie niet robuust genoeg vond.